# Tis u Macochy
Tis u Macochy byl strom s nejvyšším doloženým věkem v Zemích Koruny české, který dosud nebyl překonán. Informace o stromu zveřejnil Jan Evangelista Chadt-Ševětínský v časopise Háj roku 1910. Tehdy byl již tis zaniklý, zničil ho blesk. O padesát let dříve (v roce 1860) našel zlomený strom (přesto živý) profesor Kolenatý. Napočítal zhruba 2000 letokruhů, což odpovídá stáří 2000 let. Obvod kmene byl tehdy 245 cm.

## Základní údaje
Chadt dále uvádí, že tisů v okolí Macochy zůstalo tehdy několik, a jako ilustraci dřívější četnosti výskytu této dřeviny zmiňuje bývalého zdejšího hajného, který měl všechen nábytek vyrobený z tisového dřeva. Toto dřevo bylo velmi ceněné, v dřívějších dobách se používalo obzvlášť k výrobě luků, později pro veškeré dřevěné nástroje, kde byla vyžadována pevnost a trvanlivost, což způsobilo jejich kácení. Tisům z Macochy neprospěl ani prodej jejich větévek turistům na konci 19. století.
V současné době návratu tisů do NPR Vývěry Punkvy brání nadměrné stavy spárkaté zvěře, decimující již tak skromné přirozené zmlazení dřeviny.
Mezi nejstarší žijící tisy České republiky patří:  
- Vilémovický tis
- Pernštejnský tis
- Tisy v Krompachu